# Fouquereuil
Fouquereuil is een gemeente in het Franse departement Pas-de-Calais (regio Hauts-de-France). De plaats maakt deel uit van het arrondissement Béthune. In de gemeente ligt spoorwegstation Fouquereuil. Fouquereuil telde op 1 januari 2022 1.630 inwoners.

## Geografie
De oppervlakte van Fouquereuil bedroeg op 1 januari 2022 2,01 vierkante kilometer; de bevolkingsdichtheid was toen 810,9 inwoners per km².

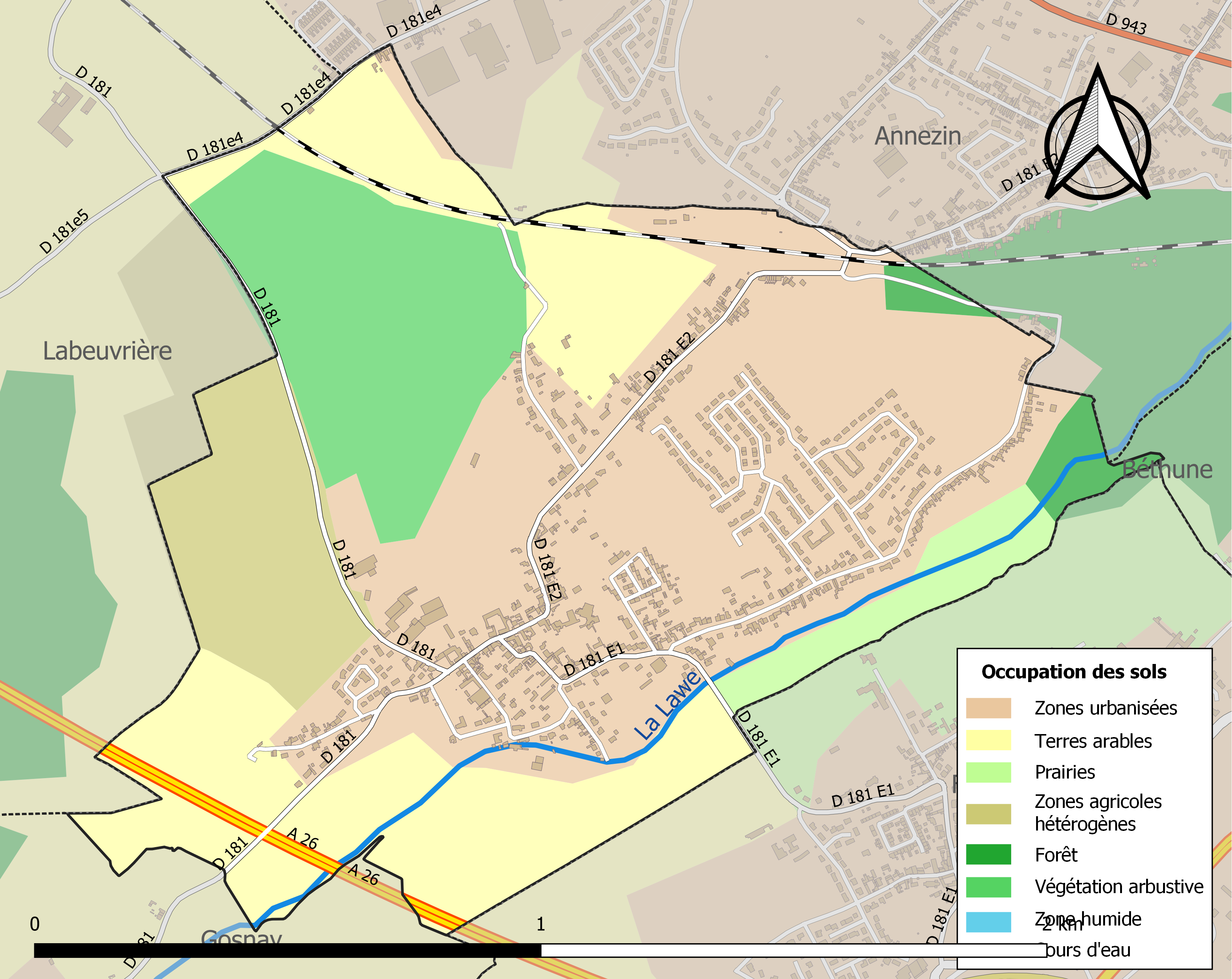
Kaart van de gemeente met belangrijkste infrastructuur, bodemgebruik en omliggende gemeenten

## Demografie
Onderstaande figuur toont het verloop van het inwonertal (bron: INSEE-tellingen).